# دانشگاه فرزنو پاسیفیک

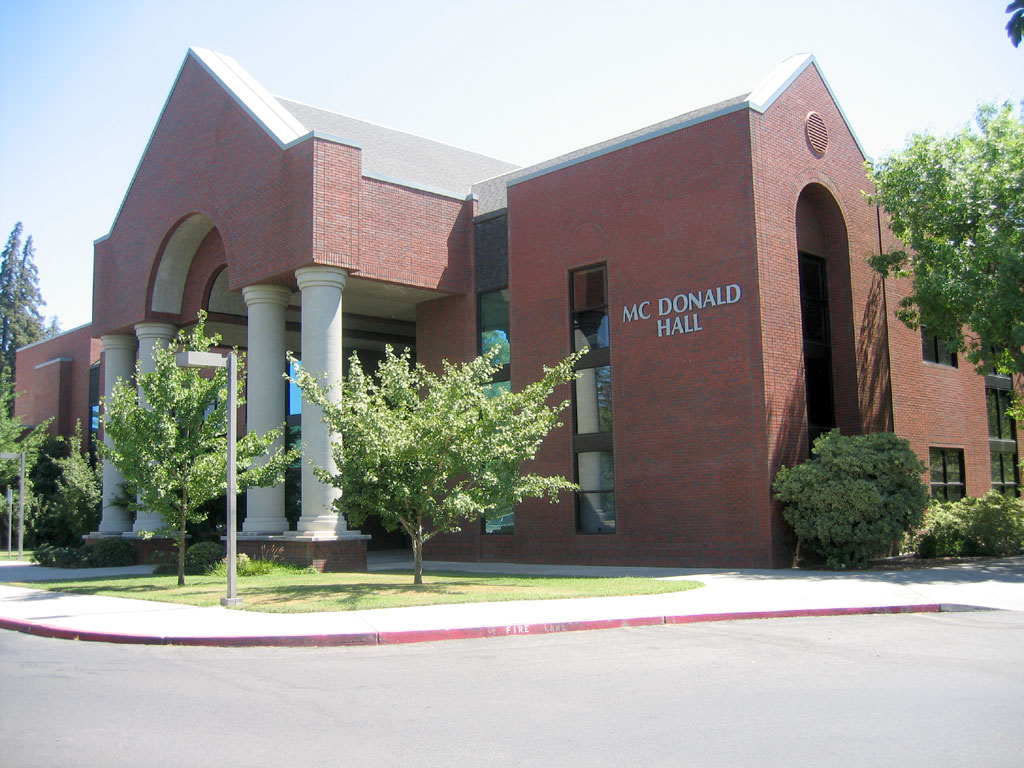

دانشگاه فرزنو پاسیفیک (به انگلیسی: Fresno Pacific University) یکی از موسسات آموزش عالی ایالت کالیفرنیا در ایالات متحده آمریکا می‌باشد.
این دانشگاه خصوصی در سال ۱۹۴۴ تأسیس گشت و تا مقطع کارشناسی ارشد مدارج ارائه می‌دهد.
این موسسه که در شهر فرزنو قرار دارد در پاییز سال ۲۰۰۹ بیش از ۳۷۰۰ دانشجو ثبت نام بعمل آورد.